# Уэстпорт (город, Миннесота)
Уэстпорт (англ. Westport) — город в округе Поп, штат Миннесота, США. На площади 0,7 км² (0,7 км² — суша, водоёмов нет), согласно переписи 2002 года, проживают 72 человека. Плотность населения составляет 99,4 чел./км².
- FIPS-код города — 27-69628[1]
- GNIS-идентификатор — 0654036[2]